# Maram Corona
Maram Corona est une corona, formation géologique en forme de couronne, située sur la planète Vénus par -7,5° S et 221,5° E. Elle est localisée dans le quadrangle de Taussig. Elle a été nommée en référence à Maram, déesse Oromo (Éthiopie) de la fertilité. 

## Géographie et géologie
Maram Corona couvre une surface circulaire d'environ 600 km de diamètre. Cette formation fait partie des 34 coronae de plus de 500 km de diamètre sur la surface de Vénus.